# Борисов, Василий Фёдорович
Василий Фёдорович Борисов (12 декабря 1922, Маяки, Харьковская губерния — 21 августа 2003, Москва) — советский стрелок из винтовки, олимпийский чемпион, многократный чемпион и рекордсмен мира, Европы и СССР. Заслуженный мастер спорта СССР (1955).
Несколько лет считалось, что Борисов — дольше всех проживший олимпийский чемпион и призёр в истории СССР/России, и один из старейших ныне живущих олимпийских чемпионов в мире. Однако вскоре после 100-летия со дня его рождения в результате исследований группы спортивных историков выяснилось, что Борисов скончался в возрасте 80 лет в 2003 году.

## Биография

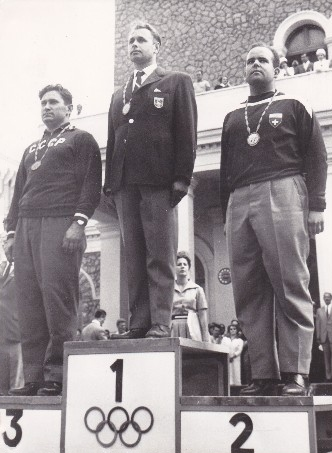
Борисов (слева) на Олимпийских играх в Риме

Член КПСС с 1945 года. Выступал за московское «Динамо».
На спортивных соревнованиях выступал с МЦ-12, 7,62-мм винтовкой «Зенит» или 5,6-мм винтовкой «Стрела», тренировался с 5,6-мм винтовкой ТОЗ-12.
На Олимпийских играх 1956 года в Мельбурне Борисов выступил в трёх дисциплинах стрельбы из винтовки. 1 декабря он выиграл золото в стрельбе из произвольной винтовки из трёх положений с 300 метров. В стрельбе лёжа он установил мировой рекорд (396 из 400), а в стрельбе и с колена и стоя уступил Аллану Эрдману, но по сумме всех трёх позиций стал первым с олимпийским рекордом (1138 очков), опередив Эрдмана на одно очко. 4 декабря в стрельбе из малокалиберной винтовки из трёх положений с 50 метров Борисов занял четвёртое место, набрав 1163 очка и уступив 4 очка шведу Сундбергу в борьбе за бронзу. 5 декабря в стрельбе лёжа из малокалиберной винтовки с 50 метров Борисов завоевал серебро. После 5 серий выстрелов из 6 лидировали Борисов и канадец Жеральд Уэллетт, набравшие максимум очков (500 из 500). В последней серии Борисов набрал 99, а Уэллетт вновь выбил все 10-ки и стал первым.
На Олимпийских играх 1960 года в Риме Борисов выступил в двух дисциплинах. 5 сентября он завоевал бронзу в стрельбе из произвольной винтовки из трёх положений с 300 метров, набрав 1127 очков. 10 сентября Борисов стал четвёртым в стрельбе лёжа из малокалиберной винтовки.
В 1961 году окончил Высшую школу тренеров при ГЦОЛИФК, после окончания спортивной карьеры работал тренером.
Умер 21 августа 2003 года в Москве. Похоронен в Москве , на Алексеевском кладбище, участок № 4. в родственной могиле.
В декабре 2022 года в честь 100-летия Василия Борисова в МГИМО прошли соревнования по стрельбе на тренажёре СКАТТ.

## Награды
- Орден Трудового Красного Знамени (27.04.1957) — за успехи, достигнутые в деле развития массового физкультурного движения в стране, повышения мастерства советских спортсменов, и успешное выступление на международных соревнованиях
- Медаль «За трудовое отличие» (16.09.1960) — за успешные выступления в XVII летних и VIII зимних Олимпийских играх 1960 года, а также за выдающиеся спортивные достижения[7]

## Результаты

### Соревнования
- чемпион Олимпийских игр (1956)
- серебряный призёр Олимпийских игр (1956)
- бронзовый призёр Олимпийских игр (1960)
- двенадцатикратный чемпион мира (1954, 1958, 1962)
- шестикратный серебряный призёр чемпионатов мира (1954, 1958, 1966)
- пятикратный бронзовый призёр чемпионатов мира (1954, 1958, 1966)
- девятикратный чемпион Европы (1955, 1959, 1965)
- четырёхкратный серебряный призёр чемпионатов Европы (1955, 1959, 1965)
- трёхкратный бронзовый призёр чемпионатов Европы (1955, 1959, 1965)
- двадцатисемикратный чемпион СССР (1951—1956, 1959, 1961—1965)

### Рекорды
- рекордсмен Олимпийских игр (1956)
- шестнадцатикратный рекордсмен мира
- пятнадцатикратный рекордсмен Европы
- 59-кратный рекордсмен СССР